# Columbus (Kansas)
Columbus és una població dels Estats Units a l'estat de Kansas. Segons el cens del 2000 tenia 3.396 habitants.

## Demografia
Segons el cens del 2000, Columbus tenia 3.396 habitants, 1.412 habitatges, i 885 famílies. La densitat de població era de 544,1 habitants per km².
Dels 1.412 habitatges en un 29,7% hi vivien nens de menys de 18 anys, en un 47,5% hi vivien parelles casades, en un 11,3% dones solteres, i en un 37,3% no eren unitats familiars. En el 34,5% dels habitatges hi vivien persones soles el 18,7% de les quals corresponia a persones de 65 anys o més que vivien soles. El nombre mitjà de persones vivint en cada habitatge era de 2,3 i el nombre mitjà de persones que vivien en cada família era de 2,94.
Per edats la població es repartia de la següent manera: un 26,3% tenia menys de 18 anys, un 8,4% entre 18 i 24, un 24,3% entre 25 i 44, un 20,7% de 45 a 60 i un 20,3% 65 anys o més.
L'edat mediana era de 38 anys. Per cada 100 dones de 18 o més anys hi havia 78,1 homes.
La renda mediana per habitatge era de 27.530 $ i la renda mediana per família de 38.136 $. Els homes tenien una renda mediana de 30.541 $ mentre que les dones 17.069 $. La renda per capita de la població era de 14.937 $. Entorn del 12,2% de les famílies i el 16,2% de la població estaven per davall del llindar de pobresa.

## Poblacions més properes
El següent diagrama mostra les poblacions més properes.